# 郭辉勉
郭辉勉（1914年—1939年），又名郭征，江西泰和人，八路军军事将领。
1930年，郭辉勉加入中国工农红军，后参与长征。1937年，担任八路军120师司令部第二科科长，1939年任120师独立第一旅参谋长。同年9月29日，在河北省行唐县秦台乡秦台八路军围剿日军的战斗中牺牲。战后周士第、甘泗淇等举行追悼大会。1983年，骨灰迁至江西省泰和县安葬。